# 芝诺悖论
芝諾悖論（英語：Zeno's paradoxes）又称芝诺佯谬，是古希腊哲學家埃利亚的芝诺提出的一系列关于运动的不可分性的哲学悖论。这些悖论由于被记录在亚里士多德的《物理学》一书中而为后人所知。芝诺提出这些悖论是为了支持他老师巴门尼德关于“存在”不动、是一的学说。这些悖论是芝诺反对存在运动的论证，其中最著名的两个是：“阿基里斯追乌龟”和“飞矢不动”。

## 两分法悖论
|        | 运动是不可能的。由于运动的物体在到达目的地前必须到达其半路上的点，若假设空间无限可分则有限距离包括无穷多点，于是运动的物体会在有限时间内经过无限多点。 |
| ——芝诺 | |

这裡的“运动”不是距离的概念，而是速度的概念。从A点到B点的运动不仅仅涉及到距离，并且涉及时间。

## 阿基里斯悖论
|                                   | 动得最慢的物体不会被动得最快的物体追上。由于追赶者首先应该达到被追者出发之点，此时被追者已经往前走了一段距离。因此被追者总是在追赶者前面。 |
| ——亞里士多德，物理學 VI:9, 239b15 | |

常見的敘述為芝诺提出的追著烏龜的阿基里斯，本悖論因此得其名。芝诺提出让乌龟和阿基里斯赛跑，兩者起點不同，乌龟的起點位於阿基里斯身前1000米处，并且假定阿基里斯的速度是乌龟的10倍。比赛开始后，若阿基里斯跑了1000米，设所用的时间为t，此时乌龟便领先他100米；当阿基里斯跑完下一个100米时，他所用的时间为t/10，乌龟仍然領先他10米；当阿基里斯跑完下一个10米时，他所用的时间为t/100，乌龟仍然領先他1米。芝诺认为，阿基里斯永遠無法追上烏龜。
如柏拉图描述，芝诺说这样的悖论，是兴之所至的小玩笑。首先，巴门尼德编出这个悖论，用来嘲笑“数学派”所代表的毕达哥拉斯的“1>0.999...，1-0.999...>0”思想。然后，他又用这个悖论，嘲笑他的学生芝诺的“1=0.999...，但1-0.999...>0”思想。最后，芝诺用这个悖论，反过来嘲笑巴门尼德的“1-0.999...=0，或1-0.999...>0”思想。

### 悖論的解決
如果將阿基里斯跑步的速度為每秒10m，烏龜爬行的速度為每秒0.1m，
並且在比賽之前，阿基里斯讓烏龜先爬999m，在這種條件下，阿基里斯追趕烏龜所用的時間為：
```
 999 ÷ 10 = 99.9秒
 (99.9 × 0.1) ÷ 10 = 0.999秒
 (0.999 × 0.1) ÷ 10 = 0.00999秒
 · · · · · ·
```

這些數字，按其先後排列，可以構成一個無限序列：
```
 99.9, 0.999, 0.00999, · · ·  
 求其和：S = 99.9/(1 −1/100) = 100.909090...秒
```

因此阿基里斯只要跑101秒，即可超越烏龜。

換個角度說，阿基里斯之所以追不上烏龜，原因在於小前提「由於追趕者首先應該達到被追者出發之點，此時被追者已經往前走了一段距離。」已經限制了阿基里斯追趕的時間(距離)。

因此會得到無限的時間序列。

### 求極限值
追乌龟亦涉及到极限是否存在的問題。譬如说，阿基里斯的速度改為10m/s，乌龟的速度是1m/s，乌龟原先在阿基里斯前面9m。進行上述步驟後，總共所花的時間應表示為{\displaystyle t=0.9+0.09+0.009+...=0.999...}。
其一，關於极限這个无限过程的意義，涉及到实无限與潜无限（potential infinity）的討論。潜无限的性質是无限过程无法完成，故上述級數雖然能无限逼近1，但不能說是等於1──故沒有一個時間點（若有，必須是1）能代表乌龟被追上的時間。在潜无限的框架下，可以假设空间無法无限分割，如此一來此悖论就不存在了。但实无限的理論是，无限过程可以完成，即逼近的過程與其极限等價，故阿基里斯可以追上烏龜。現在的实数，极限，微积分都建立在实无限上。对潜无限来说，实数，极限等都不成立，只能无限逼近。
其二，關於要如何找到該無限過程的極限，歐拉曾提出「{\displaystyle 0.9999999999\dots =1}」之證明如下：
令{\displaystyle S=0.99999999999\dots }
則{\displaystyle 10S=9.9999999999\dots }
兩式相減可得：
{\displaystyle {\begin{aligned}10S-S&=9.9999999999\dots -0.99999999999\dots \\9S&=9\\S&=1\end{aligned}}}
故{\displaystyle 0.99999999999\dots =1}

## 飞矢不动悖论
|        | 一支飞行的箭是静止的。由于每一时刻这支箭都有其确定的位置因而是静止的，因此箭就不能处于运动状态。 |
| ——芝诺 |                                                                                                  |

但由於箭要達到每一時刻的固定位置必須存在動能，所以箭必須是運動狀態。
這個悖論的問題在于，「飛行」的運動，是依賴于兩個時間點的。即從這一刻到那一刻的時間內，這支箭是否移動。

## 游行队伍悖论
首先假設在操場上，在一瞬間（一个最小时间单位）裡，相对于观众席Ａ，列队Ｂ、Ｃ将分别各向右和左移动一个距离单位。
　ＡＡＡＡ　观众席Ａ
　ＢＢＢＢ　队列Ｂ・・・向右移动（→）
　ＣＣＣＣ　队列Ｃ・・・向左移动（←）
Ｂ、Ｃ两个列队开始移动，如下图所示相对于观众席Ａ，Ｂ和Ｃ分别向右和左各移动了一个距离单位。
　ＡＡＡＡ
　　ＢＢＢＢ
ＣＣＣＣ
而此时，对B而言C移动了两个距离单位。也就是，队列既可以在一瞬间（一个最小时间单位）裡移动一个距离单位，也可以在半个最小时间单位裡移动一个距离单位，这就产生了半个时间单位等于一个时间单位的矛盾。因此队列是移动不了的。
（四个悖论的叙述引自莫里斯·克萊因《古今数学思想》(Mathematical Thought from Ancient to Modern Times)中译本，Bill Smith对第四个悖论的原文作了修改以说得更清楚些。）

## 芝諾現象
在一個跟時間有關的系統中，如果牽涉到有限時間內，無限多次的操作，我們會稱之芝諾現象或芝諾行為。一個簡單的例子是球在地面上反彈到停止的過程。處理這個問題的方法，是直接假設停止的時間點，只考慮反彈，不去考慮無窮多次，以計算無窮多次反彈之後的結果。